# San Lorenzo de la Parrilla
San Lorenzo de la Parrilla – gmina w Hiszpanii, w prowincji Cuenca, w Kastylii-La Mancha, o powierzchni 59,89 km². W 2011 roku gmina liczyła 1242 mieszkańców.